# Trail of Tears (együttes)
A Trail of Tears nevű norvég szimfonikus metal/gótikus metal zenekar 1994-ben alakult meg Kristiansandban. Terje Heiseldal, Kjell Rune Hagan, Jonathan A Perez, Michael Krumins és Ronny Thorsen alapították, Natt néven. Legelső demójuk is ezen a néven jelent meg, ám nem sokkal ezután Trail of Tears-re (magyarul: A könnyek útja) változtatták a nevüket. Pályafutásuk alatt 7 nagylemezt dobtak piacra. Dalaikra a death metal hörgés, illetve a szoprán éneklés volt a jellemző. A 2005-ös Free Fall into Fear albumukon viszont tenor éneklés szerepelt, a szoprán helyett. 2013-ban feloszlottak, Ronny Thorsen pedig új együttest alapított, Viper Solfa néven. 2020-ban bejelentették, hogy újra összeállnak. Új zenét is terveznek, illetve a régi albumaikat is játszani fogják.

## Diszkográfia
- Disclosure in Red (1998)
- Profoundemonium (2000)
- A New Dimension of Might (2002)
- Free Fall Into Fear (2005)
- Existentia (2007)
- Bloodstained Endurance (2009)
- Oscillation (2013)

## Fordítás
- Ez a szócikk részben vagy egészben  a   Trail of Tears (band) című angol Wikipédia-szócikk ezen változatának fordításán alapul.  Az eredeti cikk szerkesztőit annak laptörténete sorolja fel. Ez a jelzés csupán a megfogalmazás eredetét és a szerzői jogokat jelzi, nem szolgál a cikkben szereplő információk forrásmegjelöléseként.